# Muerte de Javier Ordóñez
La muerte de Javier Ordóñez fue un caso de brutalidad policial ocurrido en el Barrio Villa Luz, Bogotá, Colombia, en la noche del martes 8 de septiembre de 2020. Varios miembros de la Policía Nacional de Colombia, entre ellos Harby Damián Rodríguez Díaz y Juan Camilo Lloreda Cubillos, (patrulleros capturados hasta el momento),  lo agredieron y lo torturaron con pistolas taser, mientras él clamaba "Ya, por favor, ya no más", y los transeúntes que presenciaban y registraban los hechos, de igual manera lo exigían a los uniformados. Posteriormente, le infringieron fuertes golpes en el CAI de la Policía de Villa Luz, que, según la misma Fiscalía, funcionaba como un recinto que ofrecía impunidad a este acto. Allí recibió varios golpes cuyos autores y formas aún son materia de investigación, pero cuyas evidencias y consecuencias ya fueron claramente evidenciadas en los informes presentados por la Fiscalía General de la Nación y Medicina Legal.
Javier Ordóñez, abogado y padre de dos hijos, murió horas más tarde en un hospital cercano, mientras permanecía en custodia de la Policía. Esto descandenó una serie de rechazos, protestas y disturbios en la sociedad colombiana, cuyas consecuencias fueron varias alteraciones del orden público, violencia, y un nuevo saldo de brutalidad y homicidio por parte de la Policía

## Protestas y disturbios
En la tarde del miércoles 9 de septiembre la gente, indignada por el suceso que fue filmado en múltiples videos, empezaron a hacer protestas frente al CAI donde presuntamente golpearon al ciudadano Javier Ordóñez hasta causarle la muerte. Al principio se había convocado una velatón y cacerolazo, pero la idea fue rechazada. Horas más tarde la gente comenzó a enfurecerse y empezaron a lanzar piedras a los oficiales de policía que estaban en el lugar; acto seguido empezaron a romper objetos de la calle para usarlos como ariete contra las ventanas blindadas del CAI (Comando de Acción Inmediata). Cuando consiguieron hacerse con el CAI le prendieron fuego, luego llegó el ESMAD (Escuadrón Móvil Antidisturbios) y empezó una batalla campal.
Al llegar la noche todo empeoró; muchos más CAI fueron atacados, prendían fuego al transporte público y hubo saqueos.
La policía disparó armas de fuego, matando al menos siete civiles, incluido un joven menor de edad, hiriendo a docenas y, además, arrestó cerca de 70 personas.
Los muertos por los disparos de la policía pueden llegar a 13 y más de 400 heridos.